# Dasychira rhabdogonia
Dasychira rhabdogonia är en fjärilsart som beskrevs av Collenette 1938. Dasychira rhabdogonia ingår i släktet Dasychira och familjen tofsspinnare. Inga underarter finns listade i Catalogue of Life.